# David Livingston (televisieproducent)
David Livingston is een Amerikaanse televisieproducent en televisieregisseur. Het meest bekend is hij van zijn betrokkenheid bij het schrijven en produceren van verschillende onderdelen binnen Star Trek. Hij is echter ook betrokken geweest bij de productie van verschillende afleveringen van de series Seven Days en Threshold en een aantal andere series.

## Star Trek
Livingston begon zijn werk binnen Star Trek in 1988, toen de serie The Next Generation draaide. Hij werkte ook mee aan de daaropvolgende series. Hij is de regisseur geweest van twee afleveringen van The Next Generation, 17 van Deep Space Nine, 28 van Voyager en 14 van Enterprise. In 1994 is Livingston, samen met de andere leden van de productie van de serie, genomineerd voor een Emmy Award binnen de categorie Uitstekende Dramaserie voor The Next Generation.